# Крупський потік
Крупський потік (словац. Krupský potok) — річка в Словаччині; притока Блави довжиною 29.8 км. Протікає в окрузі Трнава.
Витікає в масиві Малі Карпати на висоті 350 метрів. Протікає територією  сіл Горна Крупа; Долна Крупа; Шпачінце; Брестовани і Долне Ловчиці.
Впадає в Блаву на висоті 132 метри.